# Törzs (társadalmi csoport)

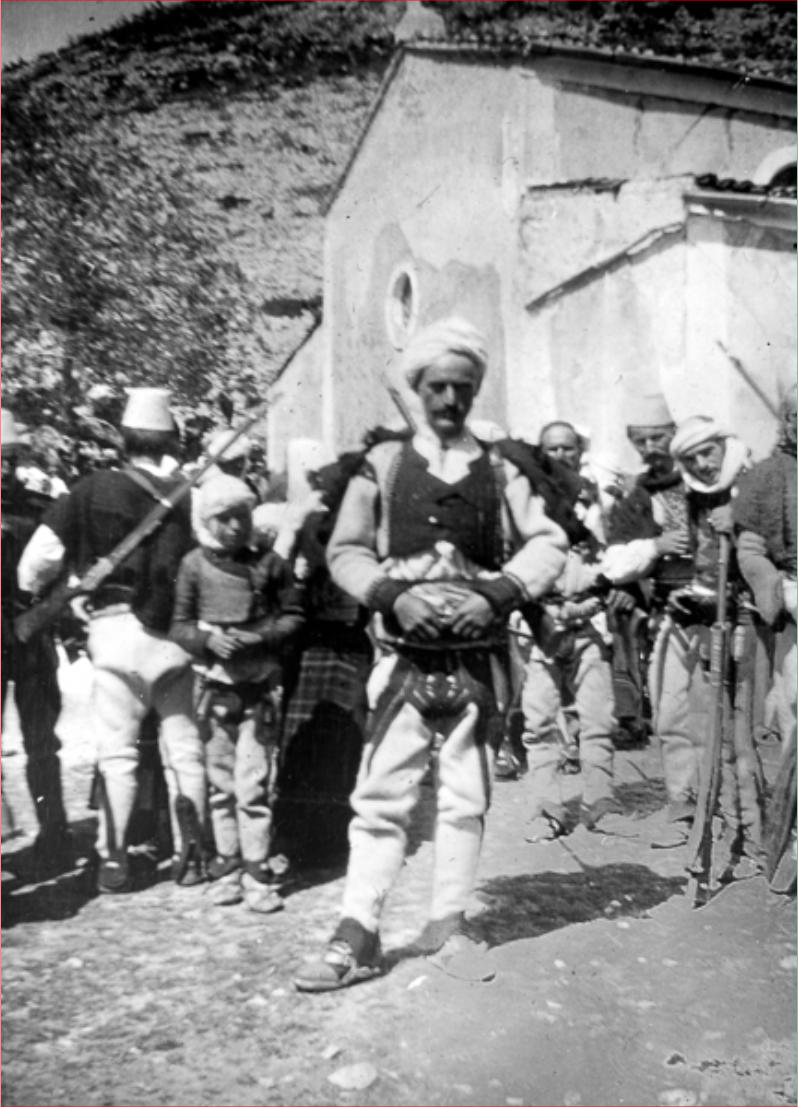
A shkreli törzs több férfi tagja a Szent Miklós tiszteletére tartott ünnepségen. Albánia, Shkreli terület, Bzheta.1908

A törzs – egyik legáltalánosabb definíciója szerint – az ősközösségi társadalom felbomlása után, a munkamegosztás és a magántulajdon kialakulása során létrejött közösségi szervezet, a korábbi horda típusú együttélés meghaladása, a nagycsaládok, nemzetségek, klánok összekapcsolódása. A törzseket területi és nyelvi közösség jellemzi, és közösen elismert vezetőjük, főnökük van. A törzs belső szerkezete, az irányítás módja rendkívül sokféle lehet, az erős főnöki személyi hatalomtól a belső demokrácia jelentős fokáig (törzsi gyűlés, vének tanácsa és más formák), a népvándorlás korára jellemző katonai demokráciákra. 
A „törzs” szó sokféle szövegkörnyezetben utalhat az emberek egy adott csoportjára. A legtöbbször alkalmazott jelentés az antropológia tudományterületéhez tartozik. A definíció kérdéses, mert eltérések vannak a társadalmi és rokonsági kapcsolatok értelmezésében. Másrészt arra világítanak rá ezek az eltérő vélemények, hogy hogyan lehet ezt a fogalmat alkalmazni az igen komplex emberi társadalomban. Az antropológusok gyakran állítják szembe a törzset más társadalmi és rokonsági kapcsolatokkal. A törzs hierarchiailag szélesebb, mint egy vérvonal vagy klán, de kisebb, mint a felsőbbségi vezetésen alapuló törzsfőnökségek (chiefdoms), a nemzet vagy az állam. Ezeket a fogalmakat is sokféleképpen értelmezik. Néhány helyen a törzseket jogilag elismerik, és valamilyen fokú politikai autonómiát is kapnak a nemzeti vagy szövetségi kormányoktól. A fogalom jogi és antropológiai jelentése között szintén lehetnek eltérések.

## Csoportosítás
A törzsek fogalmának és jellemzésének definiálását sok vita kíséri. A legáltalánosabb elképzelés szerint a törzs ősi társadalmi struktúra, mely minden későbbi civilizáció és állam előképe. Elman Service antropológus létrehozta az összes emberi kultúrában jelen lévő társadalmak egy olyan osztályozási rendszerét, mely a társadalmi egyenlőtlenség fejlődése és az állam szerepe szerint csoportosítja a társadalmakat. Ez az osztályozási rendszer négy kategóriát tartalmaz:
1. Vadászó-gyűjtögető hordák, melyek jellemzően egalitáriusok.
2. Olyan törzsi társadalmak, melyekben a társadalmi rangok rendszere és a presztízs valamelyest megjelenik.
3. Rétegződött törzsi csoportok, melyek élén a törzsvezető áll.
4. Civilizációk, összetett társadalmi hierarchiával és szervezett, intézményesített kormánnyal.

Ezek szerint a törzs olyan politikai egység, mely családok társadalmi vagy ideológiai szolidaritási egységeként jön létre (ezek közé tartoznak a klánok és a vérvonalak is). A törzshöz való tartozást olyan egyszerű tulajdonságok alapján lehet megérteni, mint a leszármazás (klán), etnikum, (rassz), nyelv, tartózkodási hely, politikai csoport, vallási meggyőződés, szájhagyomány vagy kulturális szokások.
Az archeológusok kutatásai arra utalnak, hogy a törzsi strukturáltság olyan adaptációs típus, mely a bőséges, ámde megjósolhatatlan elérhetőségű erőforrások kihasználását segítette. Az ilyen struktúrák elég flexibilisnek mutatkoztak ahhoz, hogy összehangolják az élelem hiány idején szükséges felkutatását és elosztását úgy, hogy a többlet idején az embereknek nem kell túlzottan visszafogniuk magukat.
A „törzs” kifejezést az antropológia területén az 1950-es évek végéig, az 1960-as évek kezdetéig széles körben alkalmazták. A fogalom további használatát több oldalról is bírálták antropológusok és a társadalomtudományok más ágaiban dolgozók is, köztük például az etnotörténészek.